# Scolecenchelys breviceps
Scolecenchelys breviceps är en fiskart som först beskrevs av Günther, 1876.  Scolecenchelys breviceps ingår i släktet Scolecenchelys och familjen Ophichthidae. Inga underarter finns listade i Catalogue of Life.